# 丰圣但尼
丰圣但尼（法語：Fonds-Saint-Denis，法語發音：[fɔ̃ sɛ̃ d(ə)ni]）是法国海外省马提尼克的一个市镇，属于圣皮埃尔区。

## 地理
丰圣但尼（14°44'20"N, 61°7'56"W）面积24.28 平方千米，位于法国海外省马提尼克。
与丰圣但尼接壤的市镇（或旧市镇、城区）包括：勒卡尔贝、法兰西堡、格罗莫讷、莱马里戈、勒莫讷鲁日、圣约瑟夫、圣皮埃尔、舍尔歇、勒莫讷韦尔。
丰圣但尼的时区为UTC−04:00（大西洋时区）。

## 行政
丰圣但尼的邮政编码为97250，INSEE市镇编码为97208。

## 政治
丰圣但尼的现任市长为安妮克·盖蒂·科米耶（Annick Guetty Comier）女士，任期为2020-2026年。

## 人口

1962-2008年间丰圣但尼人口变化图示

丰圣但尼于2022年1月1日时的人口数量为641人。